# Almășel, Hunedoara

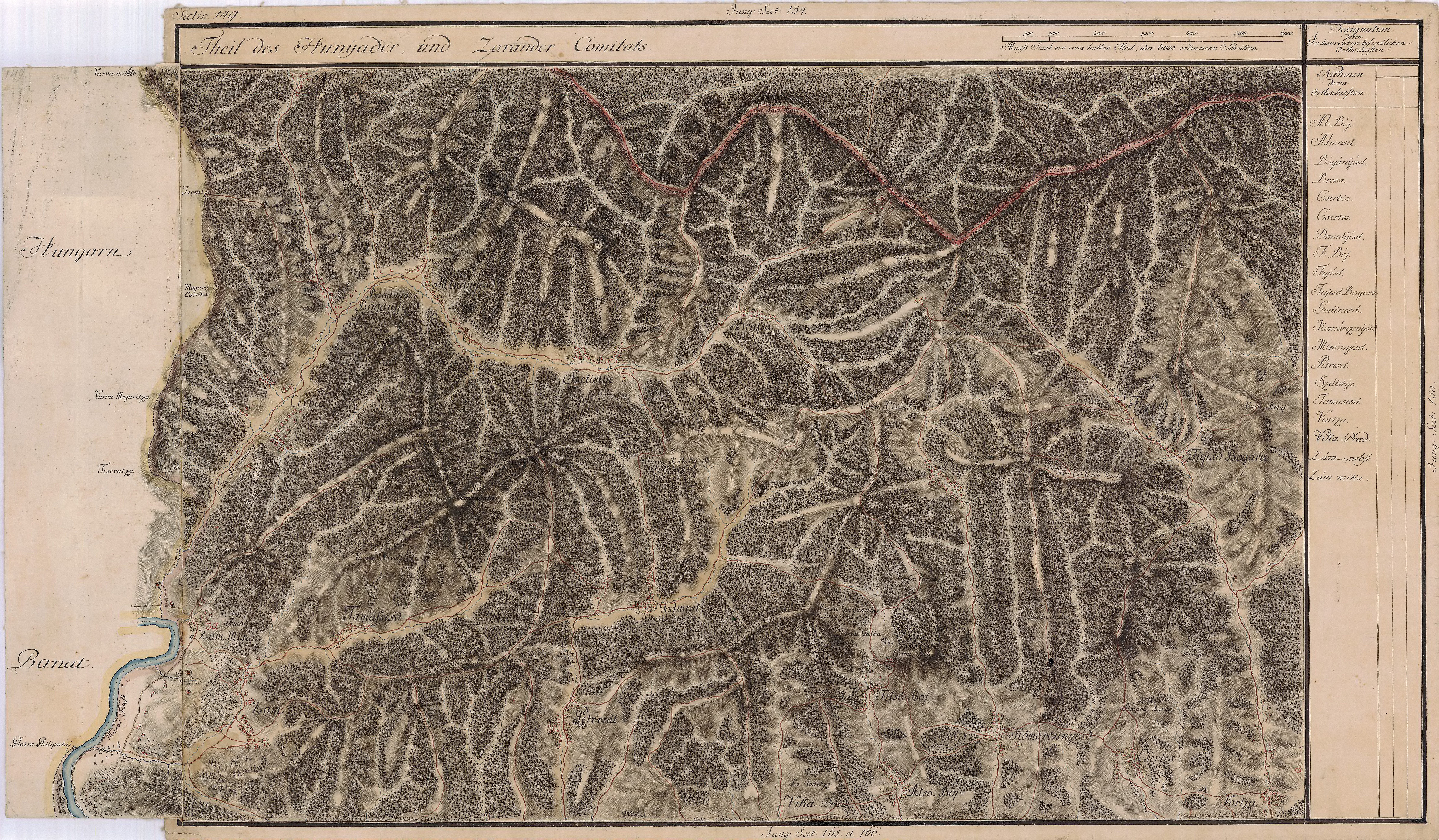
Almășel în Harta Iosefină a Transilvaniei, 1769-1773

Almășel este un sat în comuna Zam din județul Hunedoara, Transilvania, România.